# Сирийска арабска новинарска агенция
Сирийска арабска новинарска агенция (САНА) (на арабски: الوكالة العربية السورية للأنباء) е сирийска информационна агенция, която представлява държавна собственост, свързана с Министерството на информацията. Създадена е през юни 1965 година.

## Уебсайт
Агенцията стартира свой уебсайт през 1997 година. До ноември 2012 година, хостът на сайта се намира в град Далас, щата Тексас, и се държи от американската компания SoftLayer. Поради санкции, свързани с гражданската война в Сирия, прави тази хостинг незаконен, поради което компанията SoftLayer прекратява своите отношения със САНА.